# Conubium
Das conubium war im antiken römischen Recht die Fähigkeit, mit bestimmten Personen rechtsgültige Ehen eingehen zu können, sogenannte Ehefähigkeit. Erst 445 v. Chr. gestattete eine lex Canuleia Ehen zwischen Plebejern und Patriziern einzugehen. Eheunfähigkeit bestand gegenüber Sklaven und anfänglich wohl auch gegenüber Freigelassenen. Vorbehaltlich etwaiger Ausnahmen, konnten Ehen im Sinne des Fremdenrechts nicht mit Peregrinen eingegangen werden und ebenso wenig mit Verwandten (Inzestverbot).
Mit der Constitutio Antoniniana von 212 n. Chr., die allen freien Rechtsangehörigen das römische Bürgerrecht ermöglichte, verlor das conubium seine Bedeutung und wurde zu einer Bezeichnung für die Ehe selbst.